# Boston Celtics 2007-2008
La stagione 2007-08 dei Boston Celtics fu la 62ª nella NBA per la franchigia.
I Boston Celtics, rinforzati dagli arrivi di Kevin Garnett e Ray Allen, vinsero la Atlantic Division della Eastern Conference con un record di 66-16, record per il miglioramento rispetto alla stagione precedente. Nei play-off vinsero il primo turno con gli Atlanta Hawks (4-3), la semifinale di conference con i Cleveland Cavaliers (4-3), la finale di conference con i Detroit Pistons (4-2), per vincere poi il titolo battendo nella finale NBA i Los Angeles Lakers (4-2).
Kevin Garnett venne nominato difensore dell'anno, mentre Danny Ainge, miglior dirigente esecutivo.
Tornarono alla finale dopo 21 anni e conquistarono il 17º titolo.

## Arrivi/partenze

### Draft
| Giro | Scelta | Giocatore                     | Ruolo | Nazione     | College               |
| ---- | ------ | ----------------------------- | ----- | ----------- | --------------------- |
| 1    | 5      | Jeff Green (ceduto a Seattle) | AP    | Stati Uniti | Georgetown University |
| 2    | 32     | Gabe Pruitt                   | P/G   | Stati Uniti | Southern California   |

### Scambi
| 28 giugno, 2007 | Ai Boston Celtics Ray Allen, e la 35° scelta del draft 2007 (Glen Davis) | Ai Seattle SuperSonics Delonte West, Wally Szczerbiak, e la 5° scelta del draft 2007 (Jeff Green) |

| 31 luglio, 2007 | Ai Boston Celtics Kevin Garnett | Ai Minnesota Timberwolves Al Jefferson, Ryan Gomes, Theo Ratliff, Gerald Green, Sebastian Telfair e la 1ª scelta di Boston al draft 2009. |

### Mercato

#### Acquisti
| Giocatore       | Firmato      | Provenienza              |
| Brandon Wallace | 10 giugno    | South Carolina Gamecocks |
| Eddie House     | 1º agosto    | New Jersey Nets          |
| Jackie Manuel   | 1º agosto    | Los Angeles D-Fenders    |
| Scot Pollard    | 9 agosto     | Cleveland Cavaliers      |
| James Posey     | 27 agosto    | Miami Heat               |
| Esteban Batista | 26 settembre | Atlanta Hawks            |
| Dahntay Jones   | 26 settembre | Memphis Grizzlies        |
| P.J. Brown      | 27 febbraio  | Chicago Bulls            |
| Sam Cassell     | 4 marzo      | Los Angeles Clippers     |

#### Cessioni
| Giocatore          | Ceduto      | Destinazione     |
| Michael Olowokandi | 1º giugno   | free agent       |
| Allan Ray          | 27 giugno   | Lottomatica Roma |
| Esteban Batista    | 16 ottobre  | Maccabi Tel Aviv |
| Dahntay Jones      | 25 ottobre  | Sacramento Kings |
| Jackie Manuel      | 25 ottobre  | Iowa Energy      |
| Brandon Wallace    | 18 dicembre | Iowa Energy      |

## Roster
| \| Pos. \| Num. \| Naz. \| Nome \| Altezza \| Peso \| Data nascita \| Provenienza \| \| ---- \| ---- \| ---- \| ----------------- \| ------- \| ------ \| ------------ \| ---------------------------------- \| \| G \| 20 \| \| Allen, Ray \| 196 cm \| 93 kg \| 20-07-1975 \| Connecticut \| \| G \| 42 \| \| Allen, Tony \| 193 cm \| 97 kg \| 11-01-1982 \| Oklahoma State \| \| A/C \| 93 \| \| Brown, P.J. \| 211 cm \| 102 kg \| 14-10-1969 \| Louisiana Tech \| \| G \| 28 \| \| Cassell, Sam \| 191 cm \| 84 kg \| 18-11-1969 \| Florida State \| \| A \| 11 \| \| Davis, Glen \| 206 cm \| 131 kg \| 01-01-1986 \| LSU \| \| A \| 5 \| \| Garnett, Kevin \| 211 cm \| 100 kg \| 19-05-1976 \| Farragut Career Academy (Illinois) \| \| G \| 50 \| \| House, Eddie \| 185 cm \| 82 kg \| 14-05-1978 \| Arizona State \| \| C \| 43 \| \| Perkins, Kendrick \| 208 cm \| 127 kg \| 10-11-1984 \| Ozen High School (Texas) \| \| A \| 34 \| \| Pierce, Paul \| 198 cm \| 104 kg \| 13-10-1977 \| Kansas \| \| C \| 66 \| \| Pollard, Scot \| 211 cm \| 120 kg \| 12-02-1975 \| Kansas \| \| G/AP \| 41 \| \| Posey, James \| 203 cm \| 98 kg \| 13-01-1977 \| Xavier \| \| A \| 0 \| \| Powe, Leon \| 203 cm \| 109 kg \| 22-01-1984 \| UC Berkeley \| \| G \| 13 \| \| Pruitt, Gabe \| 193 cm \| 77 kg \| 19-04-1986 \| Southern California \| \| G \| 9 \| \| Rondo, Rajon \| 185 cm \| 78 kg \| 22-02-1986 \| Kentucky \| \| A \| 44 \| \| Scalabrine, Brian \| 206 cm \| 109 kg \| 18-03-1978 \| Southern California \| | Allenatore - Doc Rivers Assistente/i - Armond Hill (Vice-allenatore) - Kevin Eastman (Vice-allenatore) - Clifford Ray (Vice-allenatore) - Tom Thibodeau (Vice-allenatore) - Mike Longabardi (Vice-allenatore) - Bryan Doo (Preparatore fisico) - Walter Norton (Preparatore fisico) - Ed Lacerte (Preparatore atletico) Legenda - (C) Capitano - (FA) Free agent - (S) Sospeso - (TW) Contratto Two-way - (GL) Assegnato a squadra G League affiliata - Infortunato Roster • Transazioni · Ultima transazione: 26 giugno 2008 |                        |                   |         |        |              |                                    |
| Pos. | Num. | Naz.                   | Nome              | Altezza | Peso   | Data nascita | Provenienza                        |
| G | 20 | Stati Uniti (bandiera) | Allen, Ray        | 196 cm  | 93 kg  | 20-07-1975   | Connecticut                        |
| G | 42 | Stati Uniti (bandiera) | Allen, Tony       | 193 cm  | 97 kg  | 11-01-1982   | Oklahoma State                     |
| A/C | 93 | Stati Uniti (bandiera) | Brown, P.J.       | 211 cm  | 102 kg | 14-10-1969   | Louisiana Tech                     |
| G | 28 | Stati Uniti (bandiera) | Cassell, Sam      | 191 cm  | 84 kg  | 18-11-1969   | Florida State                      |
| A | 11 | Stati Uniti (bandiera) | Davis, Glen       | 206 cm  | 131 kg | 01-01-1986   | LSU                                |
| A | 5 | Stati Uniti (bandiera) | Garnett, Kevin    | 211 cm  | 100 kg | 19-05-1976   | Farragut Career Academy (Illinois) |
| G | 50 | Stati Uniti (bandiera) | House, Eddie      | 185 cm  | 82 kg  | 14-05-1978   | Arizona State                      |
| C | 43 | Stati Uniti (bandiera) | Perkins, Kendrick | 208 cm  | 127 kg | 10-11-1984   | Ozen High School (Texas)           |
| A | 34 | Stati Uniti (bandiera) | Pierce, Paul      | 198 cm  | 104 kg | 13-10-1977   | Kansas                             |
| C | 66 | Stati Uniti (bandiera) | Pollard, Scot     | 211 cm  | 120 kg | 12-02-1975   | Kansas                             |
| G/AP | 41 | Stati Uniti (bandiera) | Posey, James      | 203 cm  | 98 kg  | 13-01-1977   | Xavier                             |
| A | 0 | Stati Uniti (bandiera) | Powe, Leon        | 203 cm  | 109 kg | 22-01-1984   | UC Berkeley                        |
| G | 13 | Stati Uniti (bandiera) | Pruitt, Gabe      | 193 cm  | 77 kg  | 19-04-1986   | Southern California                |
| G | 9 | Stati Uniti (bandiera) | Rondo, Rajon      | 185 cm  | 78 kg  | 22-02-1986   | Kentucky                           |
| A | 44 | Stati Uniti (bandiera) | Scalabrine, Brian | 206 cm  | 109 kg | 18-03-1978   | Southern California                |

## Premi
- Kevin Garnett: Miglior difensore, Primo quintetto Nba
- Danny Ainge: Miglior dirigente
- Paul Pierce: Miglior giocatore delle finali, Terzo quintetto Nba